# 特殊部隊作戦指揮司令部
特殊部隊作戦指揮司令部（とくしゅぶたいさくせんしきしれいぶ、ドイツ語：Kommando Führung Operationen von Spezialkräften、略称：Kdo FOSK）は、戦力基盤軍に存在する師団級指揮機関の一つ。ドイツ連邦軍における特殊作戦の統合運用を目的に、2005年4月15日に設立された。
2005年1月10日の命令に従い同年4月15日に創設され、司令部施設を連邦軍出動指揮司令部が所在しているポツダム・ゲルトウのヘニング・フォン・トレスコウ兵舎に置く。

## 概要と任務
2004年、初期の段階では連邦国防省および指揮幕僚監部に特殊部隊運用の部署が設立される。戦力基盤軍の補佐をもって担当部門が変更される。次段階に至り、2005年に正式に司令部機関が編成される。
特殊部隊指揮司令部は連邦軍副総監兼戦力基盤軍総監に従属しているが、作戦指揮上では直接ドイツ連邦軍総監の下に置かれる。これにより、運用されるときのみ部隊は従属下におかれる。
「通常任務」の枠組みにおいてドイツ陸軍の特殊戦団（KSK）と、ドイツ海軍の海軍専門任務部隊（SEK M）が特殊作戦部隊に含まれる。
北大西洋条約機構および欧州連合との相互運用性については、NATO標準化の取決めに従い最小運用管理機能を指揮司令部内に設けて他国の特殊作戦司令部との互換性を維持する。これを基盤にNATOとEUの政府級司令機関と多国籍司令部との指揮命令構造を確立する。これによりNATOでは実施できない事項をEUが補完もしくはその逆に補完関係を立てて、連合統合運用を可能とする。

### ドイツ連邦軍の特殊作戦部隊
- 陸軍
  - 特殊戦団（KSK）（カルフに所在）
- 海軍
  - 海軍専門任務部隊（SEK M）（エッカーンフェルデに所在）
    - 戦闘水泳中隊
    - 水中処分中隊
    - 臨検中隊